# Текун (Костромська область)
Текун (рос. Текун) — селище в Кадийському районі Костромської області Російської Федерації.
Населення становить 411 осіб. Входить до складу муніципального утворення Паньковське сільське поселення.

## Історія
У 1936-1944 року населений пункт перебував у складі Івановської області. Від 1944 належить до Костромської області.
Від 2007 року входить до складу муніципального утворення Паньковське сільське поселення.

## Населення
| 2008 | 2010 | 2014 |
| ---- | ---- | ---- |
| 376  | ↗387 | ↗411 |